# سیارک ۲۱۴۵۰
سیارک ۲۱۴۵۰ (به انگلیسی: 21450 Kissel، نامگذاری:1998HD23) بیست و یک هزار و چهارصد و پنجاهمین سیارک کشف شده‌است که در ۲۰ آوریل ۱۹۹۸ کشف شد.
قدر مطلق سیارک برابر ۱۲.۳ است.